# Ducat d'Usès
El Ducat d'Usès fou creat el 1565 a partir del vescomtat d'Usès, abraçant les baronies i senyorius d'Aimagues, Saint-Geniès, Bellegarde, Broussan, Remoulins, Saint-Bonnet, Vers, Collias, Pouzilhac, Belvézet, Maumolène, Pougnadoresse, Montaren, Saint-Quintin, Pailhargues i Castillon. El 1572 va esdevenir ducat-pairia 

## Llista de Ducs
- Antoine de Crussol 1528-1573 (Comte de Crussol, Príncep de Soyons)
- Jacques II de Crussol (germà) 1540-1586 (Senyor de Beaudiné i d'Acier, Comte de Crussol, Baró de Lévis i de Florensac)
- Emmanuel Ier de Crussol (fill) 1586-1657 (Príncep de Soyons, Comte de Crussol, Baró de Lévis i de Florensac)
- François de Crussol (fill) 1657-1680 (Comte de Crussol, Príncep de Soyons, Baró de Lévis i de Florensac)
- Emmanuel II de Crussol (fill) 1680-1692 (Comte de Crussol, Príncep de Soyons, Marquès de Florensac i Comte d'Apchier)
- Louis de Crussol (fill) 1692-1693 (Comte de Crussol)
- Jean Charles de Crussol (germà) 1693-1739 (Marquès d'Acier, Príncep de Soyons i Comte de Crussol)
- Charles Emmanuel de Crussol (fill) 1739-1762 (Comte de Crussol, Príncep de Soyons)
- François Emmanuel de Crussol (fill) 1762-1789 (Comte de Crussol, Príncep de Soyons i Marquès de Montsalés). Mort el 1802
- Abolició dels estats feudals 1789.

Ducs titulars:
- Marie François Emmanuel de Crussol (fill) 1802-1843
- Armand Géraud Victurnien Jacques Emmanuel de Crussol (net) 1843-1872
- Amable Antoine Jacques Emmanuel de Crussol (fill) 1872-1878
- Jacques Marie Géraud de Crussol (fill) 1878-1893
- Louis Emmanuel de Crussol (germà) 1891-1943
- Emmanuel Jacques Géraud de Crussol (net) 1943-1999
- Louis Frédéric Emmanuel Marie Jean de Crussol (cosí germà) 1999-2001
- Jacques Emmanuel Eric Raymond Marie de Crussol (fill) 2001-